# Lasiosina intermedia
Lasiosina intermedia is een vliegensoort uit de familie van de halmvliegen (Chloropidae). De wetenschappelijke naam van de soort is voor het eerst geldig gepubliceerd in 1977 door Dely-Draskovits.